# Dor osteócopa
Dor osteócopa é uma dor de origem na epífise óssea. Pode ter origem nas terminações nervosas dos osteoclastos, em geral quando estes têm sua atividade aumentada, presente principalmente em neoplasias de origem óssea e cartilaginosas, devido a produção de interleucina 7 pelas células neoplásicas.